# Nell Bronger
Nell Bronger (Rotterdam 30 maart 1878 - Amsterdam, 23 juli 1935) was een Nederlandse (toneel)kostuumontwerper en autodidactisch kostuum historicus. Zij was getrouwd met de decorontwerper en kunstenaar Frits Lensvelt met wie zij nauw samenwerkte. Vanaf 1910 tot ca. 1915 had ze de artistieke leiding van het naaiatelier van de Amsterdamse Dagteeken- en Kunstambachtsschool voor Meisjes, een voorloper van de Gerrit Rietveld Academie.
Haar correspondentie, aantekeningen en (een deel van haar) ontwerpen en kostuums worden bewaard in de theater collectie van het Allard Pierson Museum.
Haar werk werd meerdere malen tentoongesteld: op de Expositie De Vrouw 1813-1913 (Amsterdam, 1913), tijdens de Internationale Theater tentoonstelling (Stedelijk Museum Amsterdam, 1922), op de tentoonstelling ter gelegenheid van het 300-jarig bestaan van Stadsschouwburg Amsterdam (1934) en op de tentoonstelling ‘Licht als leidraad, leven en werk van Frits Lensvelt’ (Amsterdam, Theater Instituut Nederland en Drents Museum, Assen, 2007).

## Leven en werk

### Jeugd
Veel is over Nell Brongers (Petronella Maria) jeugd niet bekend. Ze was het tweede kind in het grote gezin van Peter Harmannes Bronger (1850-1919) en Cornelia Koens (1855-1922). Hij, oorspronkelijk afkomstig uit het Noord-Duitse Emden, was directeur van een houtmaatschappij, de Overzeesch- Hardhout Import Maatschappij. Gezien de verhoudingen tussen de kinderen en hun moeder zoals die blijkt uit hun volwassen correspondentie was het een warm en harmonieus gezin.
Bronger volgde na de HBS waarschijnlijk een tekencursus aan de Rotterdamse Academie van Beeldende Kunsten en Technische Wetenschappen, tegenwoordig de Willem de Kooning Academie. Waarschijnlijk want zeker is dat ze rond 1900 in Rotterdam tekenles gaf.

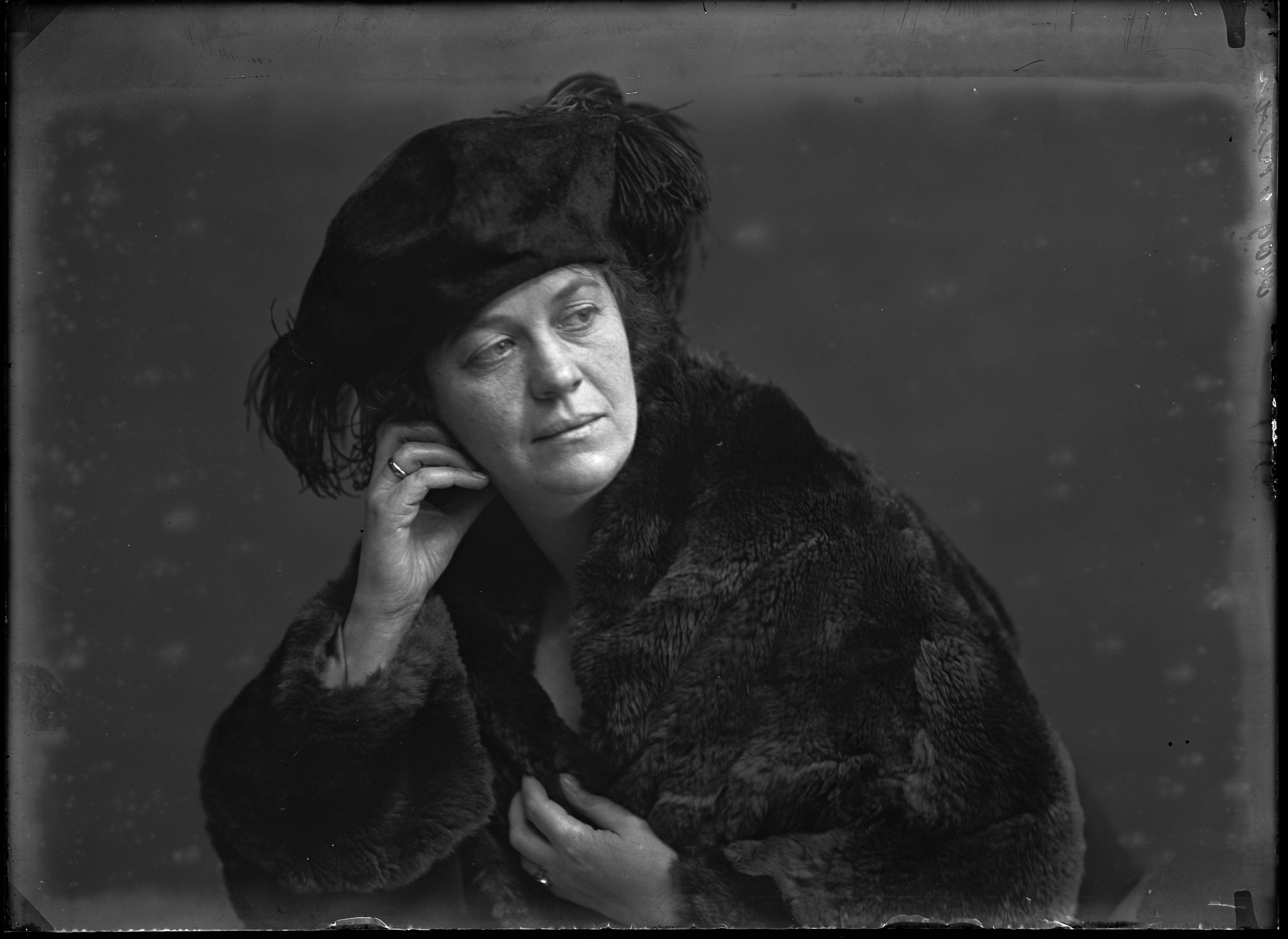
Top Naeff, foto afkomstig uit Amsterdams Stadsarchief

Net als haar latere man Frits Lensvelt raakte Bronger in 1907 betrokken bij de studenten toneelproductie van Ware-Nar of Warenar. Ze leerde niet alleen hem daar kennen maar ook haar twee hartsvriendinnen, de schrijfster Top Naeff en de kunstcritica van de NRC, Jo Zwartendijk. De hoofdrol was voor de bekende beroepsacteur Willem Royaards die ook het stuk van P.C. Hooft regisseerde.

### n.v. Het Tooneel 1908-1921

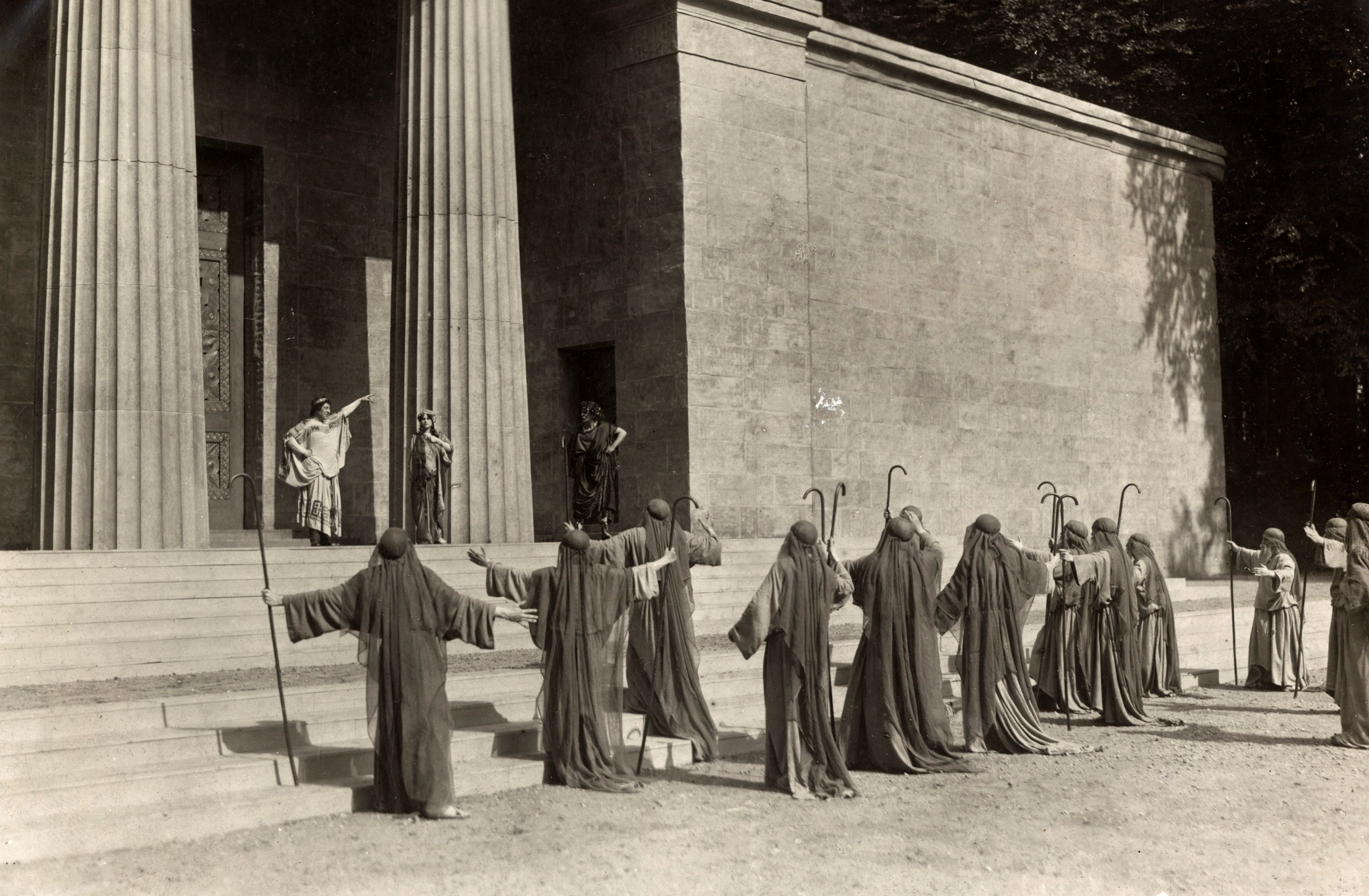
Openlucht voorstelling, Park Sonsbeek, Arnhem, Oedipus, kostuums Nell Bronger, decor Frits Lensvelt

Toen die na het succes van Warenar een eigen gezelschap startte, de n.v. Het Tooneel, in het Amsterdamse Paleis voor Volksvlijt vroeg hij Bronger direct om voor hem als kostuum ontwerper te komen werken. Ze verhuisde naar de hoofdstad en haar kostuums trokken meteen de aandacht, zoals blijkt uit dit bericht in De Courant/Nieuws van de Dag (7 september 1908) naar aanleiding van de allereerste professionele productie die ze aankleedde:
[...] De eer der fraaie kostuums in Adam in Ballingschap is, bij de bespreking, gebracht aan wien zij niet toekomt. Van wel ingelichte zijde wordt bericht, dat de eer toekomt aan juffrouw Nell Bronger, dezelfde die geroemd werd om de kostuums voor Hoofts Warenar. Juffrouw Nell Bronger heeft voor de kostuums gezorgd in samenwerking met den schilder, den heer P. de Moor. [...]
Er zouden talloze producties volgen en Brongers naam en faam groeiden mee. Al in 1909 besteedde de schrijver J.H. Rössing een artikel aan haar in zijn serie Nieuwe betrekkingen voor vrouwen voor De Groene Amsterdammer. Het geeft een mooi inkijkje in de gepassioneerde manier waarop ze haar nieuwe beroep beoefent. Een voorbeeld:

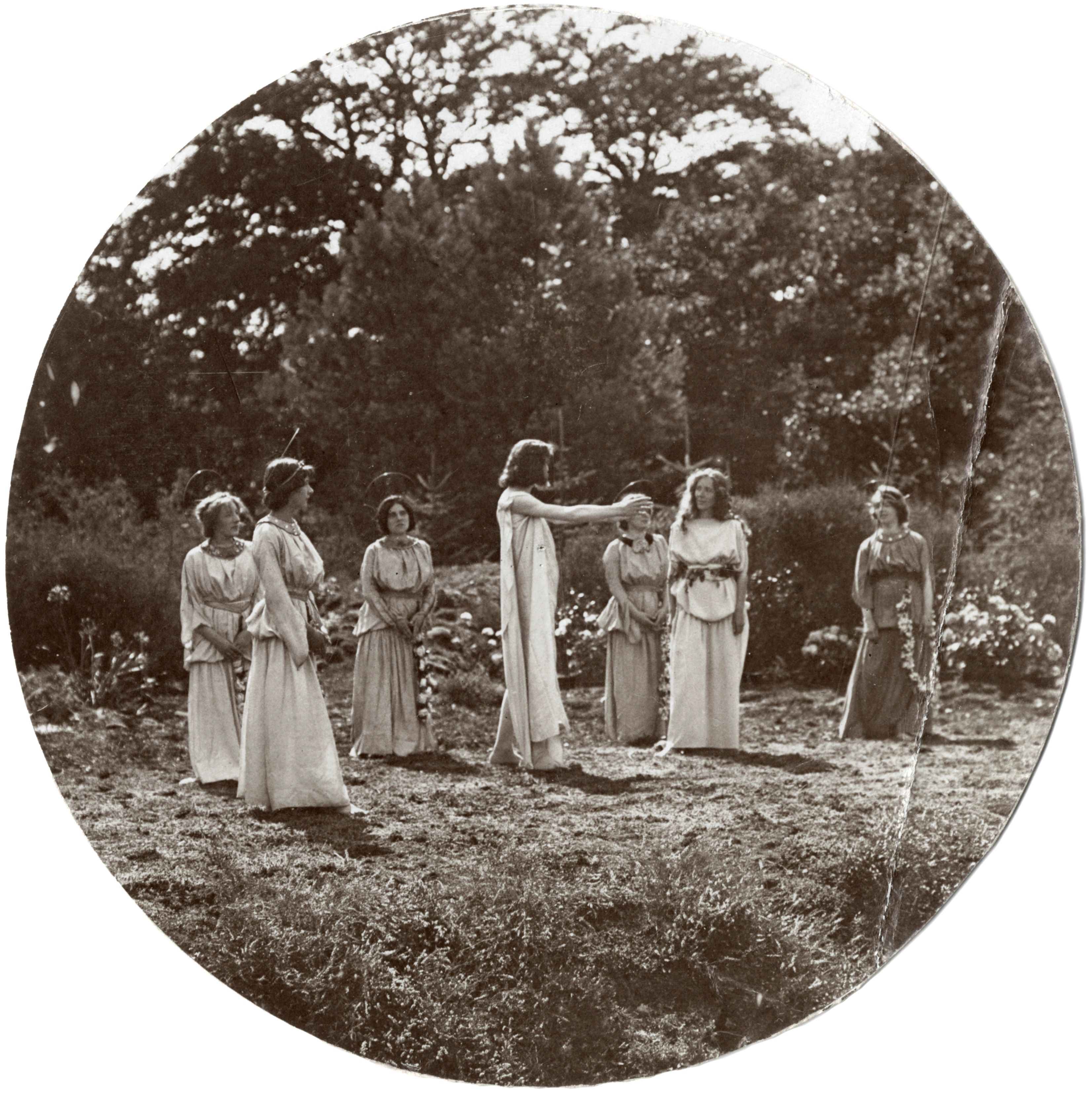
Openluchttheater Bergen aan Zee, 1911, Adam in Ballingschap, kostuums Nell Bronger

[...] Waar juffr. Nel Bronger zich vooral aan tracht te houden, in overleg met den regisseur Royaards, is om te werken naar historische gegevens die de schilders uit de verschillende landen en tijden ons in hun werk hebben nagelaten. Zoo heeft zij inderdaad voor Warenar zich strikt gehouden aan schilderijen van Hoofts tijdgenooten, - zonder evenwel uit het oog te verliezen, dat door de tooneelverlichting, de kleur van het schilderij niet steeds is nabij te komen. Zwart en wit b.v. zijn kleuren die op het tooneel altijd gaten maken. Waar bij de costumeering vooral op dient gelet, is naar haar idee de kleurharmonie van costumes en décor en van costumes onderling. De historische getrouwheid moet dus dikwijls worden opgeofferd, terwijl zij meent, dat schilders, de goeie tenminste, zich al evenmin streng er aan gehouden hebben. [...] Om Nachtasyl goed en echt Russisch te kleeden is ze naar een der booten van de Holland-Amerika-lijn gegaan en heeft daar van Russische landverhuizers, jassen, broeken, kielen, mutsen, laarzen, enz. gekocht en die te Amsterdam laten ontsmetten en reinigen. Elckerlyc weer haar idee. Kleuren, snit enz. Alleen om Elckerlyc echt Middeleeuwsch te kleeden, is ze naar Antwerpen en Brugge gegaan om daar de kennismaking met de Primitieven te hernieuwen en gegevens voor vorm en kleur van kleederen te verzamelen.
In 1910 werd ze gevraagd de artistieke leiding op zich te nemen van het nieuwe naaiatelier dat door de Dagteeken- en Kunstambachtsschool voor Meisjes werd opgericht. Ze deed dat waarschijnlijk tot ca. 1915. In 1914 werd Nell Bronger in elk geval nog door de school gebruikt om reclame te maken:
[...] Dat de dames, die een vijfmaandschen cursus volgen, in zoo’n korten tijd niet tot volleerde naaisters kunnen worden, ligt voor de hand, maar wel komen ze allen zoo ver, dat ze voortaan haar eigen kleeding kunnen vervaardigen en dat is toch de bedoeling. Ook profiteeren deze leerlingen van de artistieke leiding van Nell Bronger, en dat is alleen al een cursus waard.
Met Frits Lensvelt, die in 1909 ook in dienst was gekomen van de n.v. Het Tooneel, werkte ze steeds nauwer samen. In 1912 volgde hun eerste echt grote succes met de opvoering van Joost van den Vondel's de Gijsbrecht van Aemstel. Decor en kostuums maakten zoveel indruk dat ze nog jaren in opvoeringen gebruikt werden.
Zoals theaterhistoricus Ben Albach in 1938 schreef:

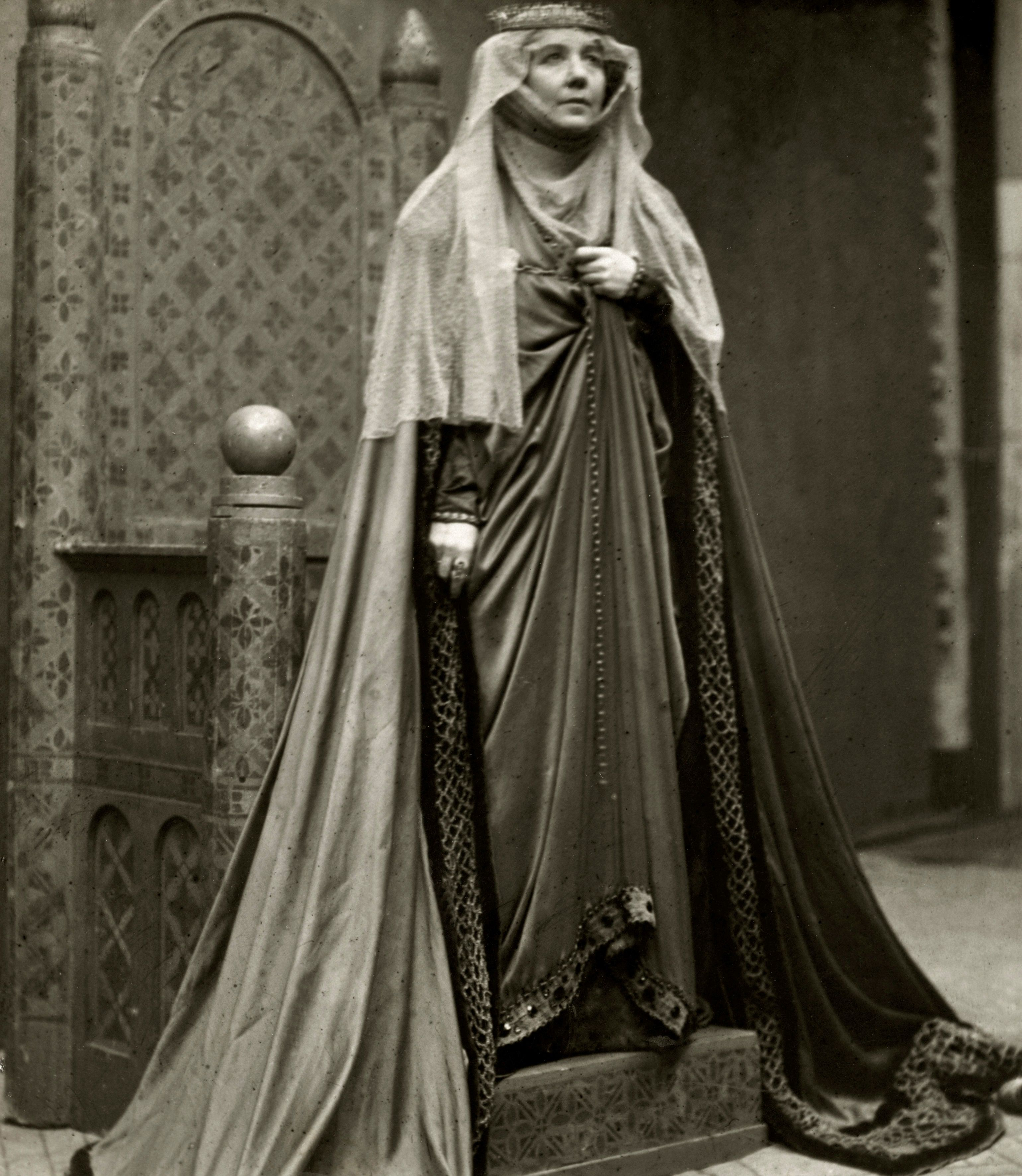
Actrice Jacqueline Royaards-Sandberg in haar rol als Badeloch in het drama van Joost van den Vondel

: [...] De kleurencombinaties der costuums van Nell Lensvelt-Bronger waren bijzonder mooi; zij kwamen in de warme, goudgele belichting voor den neutralen achtergrond, prachtig uit. De ensceneering deed denken aan middeleeuwsche handschriften of schilderijen; het sterk uitgesproken décoratieve karakter van het geheel toonde verwantschap met het werk van Derkinderen. Gijsbregt was gekleed in een roodachtig costuum en een wijden mantel met een zwart en wit geblokten rand; Badeloch droeg een zeer statig en vorstelijk pauwblauw gewaad. Gozewijns met de hand geborduurd overkleed, dat slechts een oogenblik te zien kwam, was op zichzelf reeds prachtige sierkunst. Nog in 1933 heeft deze ensceneering dienst gedaan.
Ook Royaards echtgenote, Jacqueline Royaards-Sandberg, die de rol van Badeloch lang voor haar rekening nam, herinnerde zich tientallen jaren later:
Het decor van de Gijsbrecht was eenvoudig en voornaam. In de kamer van Badeloch stond een monumentale stoel, die je met een trede besteeg; hij stond, vanuit de zaal gezien, rechts; links stond een bank. Vanuit de duistere zoldering hing een grote, ronde kaarsenkroon in het midden; de achterwand was een enorm gobelin. In deze duistere stilte was de vermoeide Badeloch in haar stoel in slaap gevallen in haar prachtige gewaad om naar de kerk te gaan. Kan men zich een mooier beeld denken? En in die stilte komt Gijsbrecht binnen in de rood-met-zwart gekleurde wapenrok. Daar vertelt Badeloch haar angstige droom en tracht Gijsbrecht haar gerust te stellen. Daar beleven zij samen korte tijd de grote innigheid van geluk na die vreselijke tijd van oorlog, kort, want hun gesprek is nauwelijks uit, of zij krimpen ineen door de roep van: Wapen! Wapen! 

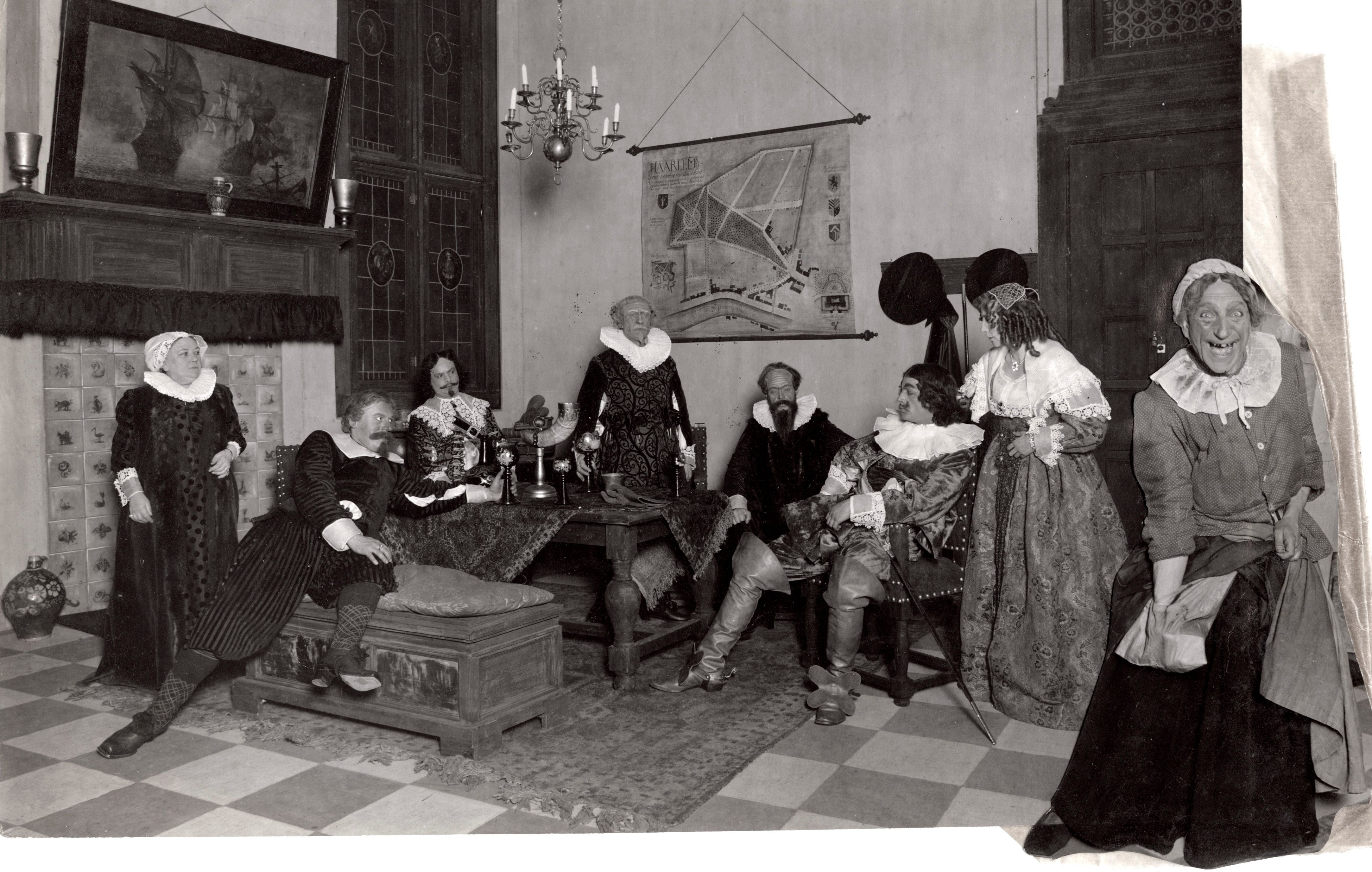
De Heks van Haarlem (Frederik van Eden), 1915, V.l.n.r. Anna Sablairolles, Louis Saalborn, Oscar Tourniaire, Willem Royaards, Elias van Praag, Co Balfoort en mevrouw Royaards. Kostuums: Nell Bronger. Decor Frits Lensvelt

In 1913 had Bronger een klein aandeel in de grote tentoonstelling De Vrouw 1813-1913. Ze ontwerpt de kostuums voor de dames die de koningin ontvangen en foto's van haar ontwerpen worden getoond.
Eind 1913 wordt ze uitgebreid geïnterviewd in het Algemeen Handelsblad naar aanleiding van de kostuums in een stuk dat zich afspeelt in drie verschillende periodes.
Het geeft goed weer hoe Bronger haar vak beoefende, in welke omstandigheden en biedt ook enig inzicht in haar persoonlijkheid.
[...] Nell Bronger is een van die werkende vrouwen in Nederland, wier arbeid van zich doet spreken, omdat die hoog staat. Niet alleen uit een oogpunt van artisticiteit maar ook van deugdelijkheid. Niets dilettanterigs heeft haar werk; het draagt het stempel van ernst en degelijkheid: Wij Nederlandersch mogen trots zijn op zoo’n landgenoote. “Wat wilde u eigenlijk weten?” vroeg ze mij, toen ik in haar werkkamer in de Pieter Pauwstraat zat. “Er viel voor mij niets aan te ontwerpen. ’t was louter een quaestie van costuumkunde, om precies te weten wat in dien en dien tijd gedragen werd. [...]
"Wat denkt u wel van de moderne vrouwenkleeding?“
"Oh”, antwoordde Nell Bronger, “ik vind wel, dat we iets vooruit gaan. De tijd van niets dan blauwe en bruine en grijze mantelpakken is wel zoowat voorbij. Er worden al meer kleuren gedragen, gelukkig.”

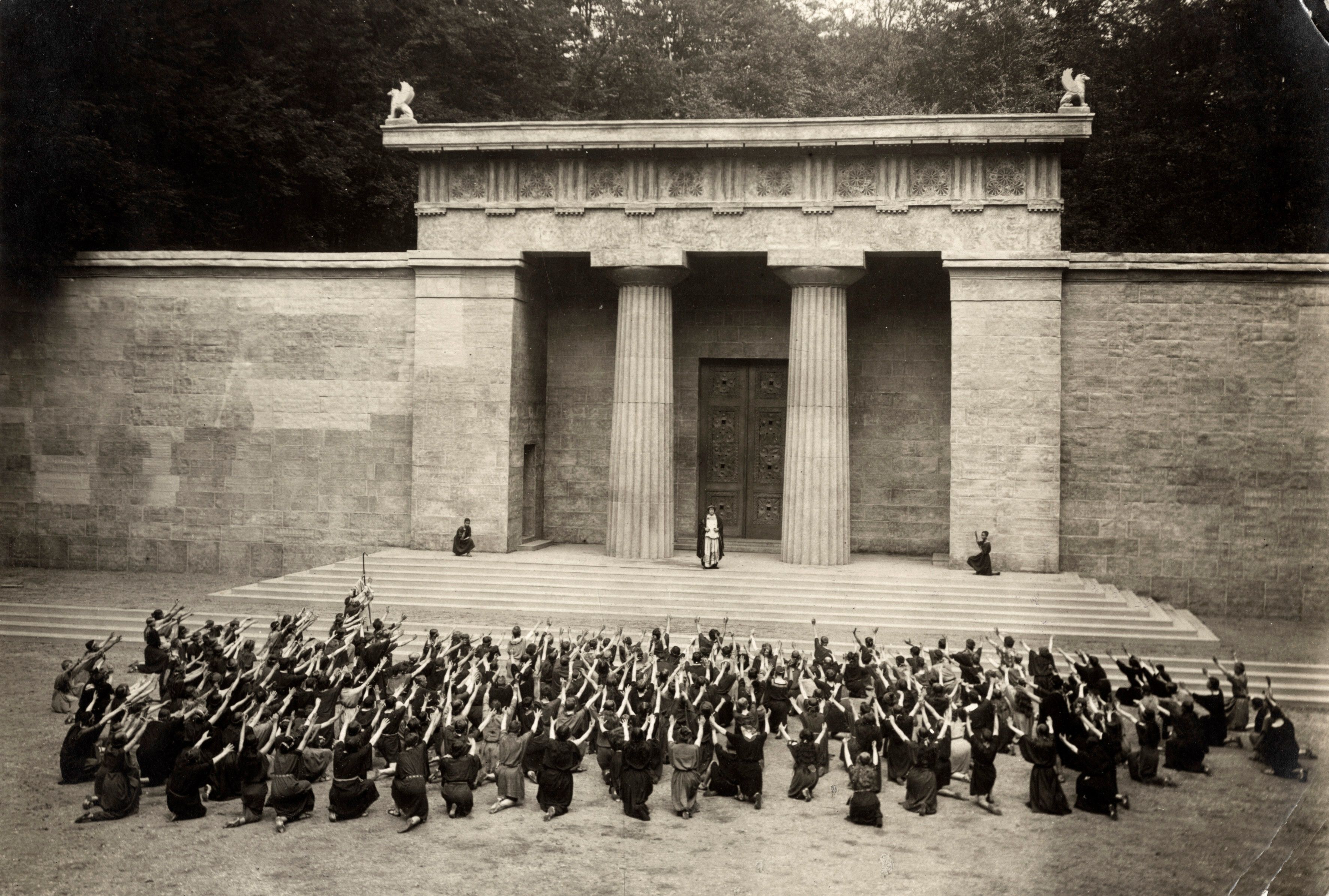
Openlucht voorstelling, Park Sonsbeek, Arnhem, Oedipus, kostuums Nell Bronger, decor Frits Lensvelt

: “Die costuums uit (deel) III, waren die ook volgens uwe aanwijzing?”
“Nee, met de moderne toiletten bemoei ik me heel weinig. Daar zorgen de actrices zelf voor, al word ik natuurlijk wel eens geraadpleegd. De costuums voor stukken als Mejonkvrouwe de la Seiglière, Mercadet, Adam in Ballingschap, Oedipus en dergelijke, dat is mijn speciale afdeeling. Die ontwerp ik allemaal zelf.”
“Dat lijkt me ontzaglijk moeilijk.”
“Och ja, zoo een twee drie gaat dat natuurlijk niet; maar zoo heel erg behoef ik er me toch niet voor in te spannen. ’t Moeilijkste is om te zorgen, dat de costuums niet alleen onderling, maar ook met de omgeving harmonieeren. En dan is er natuurlijk telkens weer nieuw werk. Nauwelijks is het eene af, of ik ben weer aan ’t andere bezig. Voor dit seizoen staan Faust, Julius Caesar en Oedipus op ‘t programma. Het ontwerpen en teekenen doe ik meestal thuis, maar de costuums worden hier in de Pieter Pauwstraat gemaakt. Ik heb een naaister en een kleermaker, en die maken alles wat er noodig is.  [...]

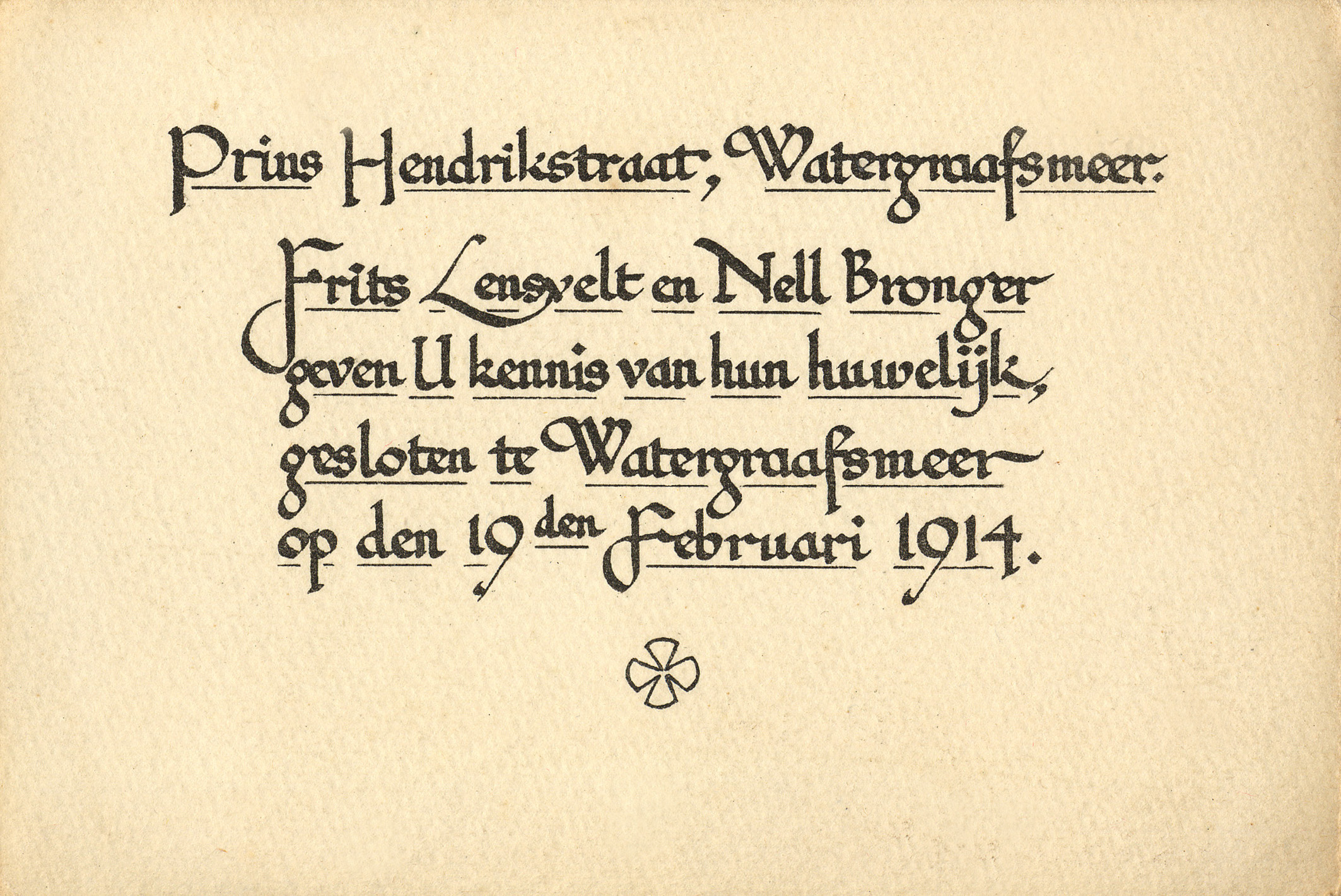
huwelijksaankondiging Nell Bronger en Frits Lensvelt, Amsterdam, 19 februari 1914, kalligrafie: Frits Lensvelt

In 1914 trouwde ze met Frits Lensvelt. Hun verhouding had zich al jaren in die richting verdiept. Zo schreef de beeldhouwer en ontwerper Richard Roland Holst in 1935 aan Lensvelt (in zijn condoleance na het overlijden van Nell):
Mijn herinneringen gingen ook terug naar den tijd dat wij met ons drieën uit een zolderraam hingen in de Pieter Pauwstraat om een vliegmachine te zien, dat was geloof ik in 1909, toen zag ik voor ’t eerst dat jullie handen elkaar zochten.
Twee jaar later werd hun dochter geboren, Sofie Cornelia Klaertje officieel maar ze noemden haar Puck. Vriendin Top Naeff herinnerde zich die dag toen Puck 18 werd en schreef:
Ik ben er altijd nog van vervuld hoe weinig het gescheeld heeft of ze was op den weg naar het lichtzinnig Centraal –theater in de taxi geboren.
'Shakespeare's Een Midzomernachtdroom was een ander hoogtepunt in het werk van het echtpaar. (1914) Zo valt in in Van de planken van Herman Poort bijvoorbeeld te lezen:
[...] Groot aandeel in de suggestieve bekoring heeft, zooals men weet, de arbeid van het echtpaar Lensvelt; decor en costumes vormen niet alleen één pracht van lijnen en fijne, zachte kleuren, maar ook nog andere, goede qualiteiten laten zich hier bewonderen. Voortreffelijk is de sobere, strakke, toch voorname en zeer schoone opbouw van het tooneel, en prachtig van vinding zijn de geringe veranderingen waarmede telkens een geheel ander milieu geschapen kan worden. Wie de costumes goed beschouwde zal niet alleen getroffen zijn geworden door de kleurenschoonheid ervan, maar ook door de overeenstemming welke ze vertoonden met de verschillende karakters [...]

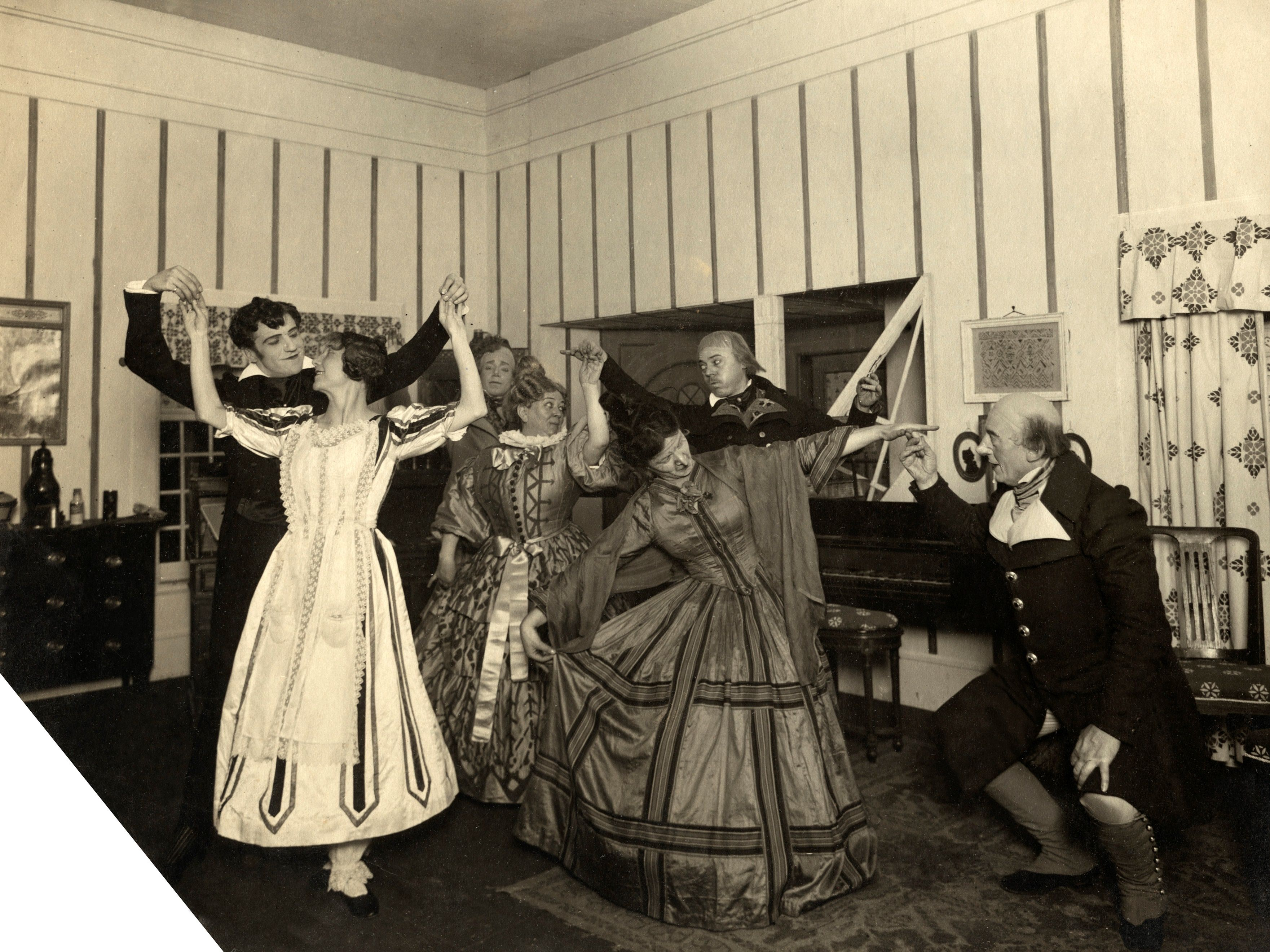
V.l.n.r. John Gobau, Jacqueline Royaards-Sandberg, Elias van Praag, Anna Sablairolles, Anna Follender, Gerard Vrolik en Willem Royaards, 1915, kostuums: Nell Bronger, decor Frits Lensvelt

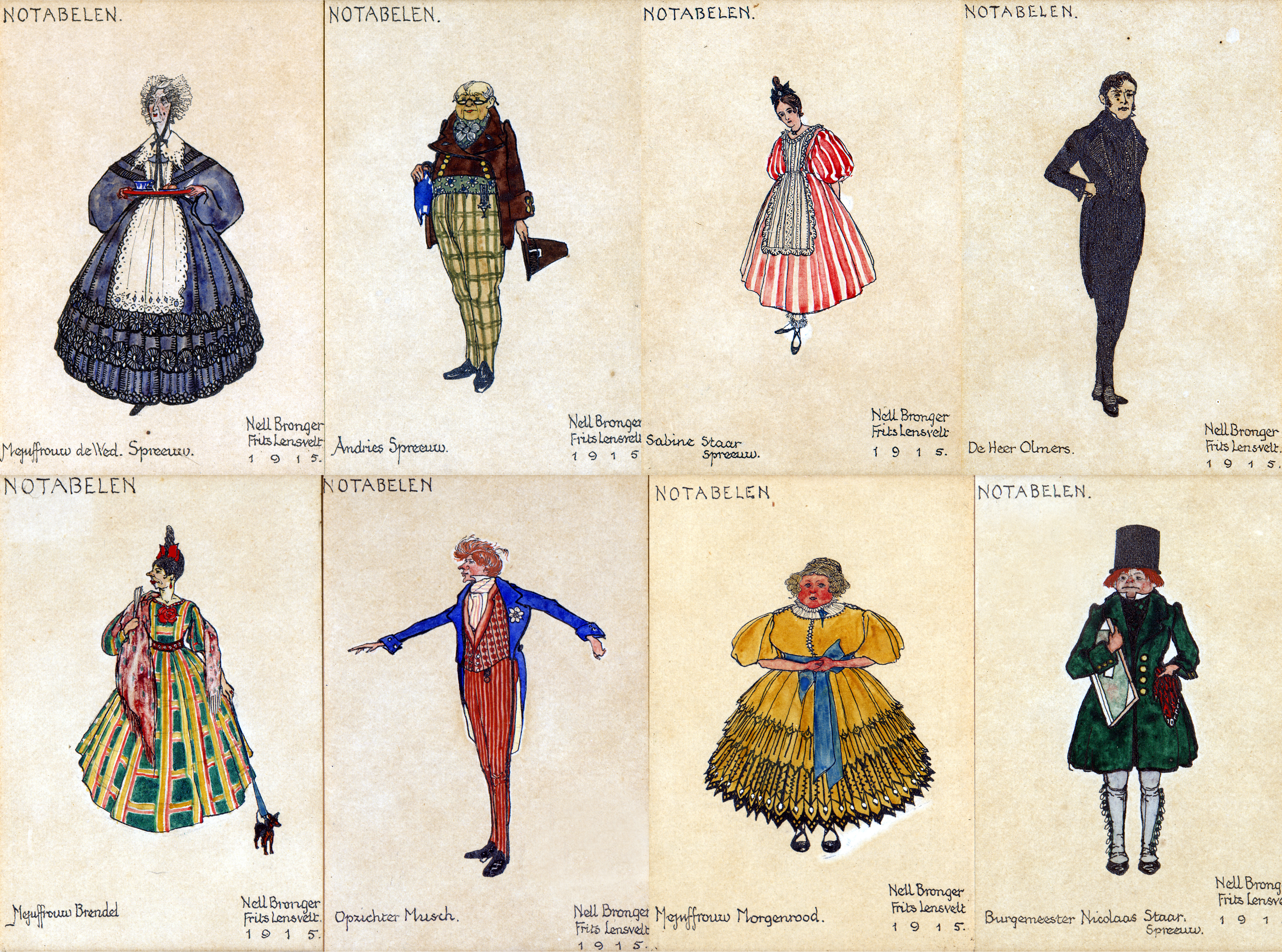
ontwerptekeningen Notabelen (1915), ontwerp Nell Bronger, getekend door Frits Lensvelt

Van het stuk Notabelen (1915) is niet alleen de (zwartwit)foto van de acteurs in het decor bewaard gebleven maar ook de oorspronkelijk ontwerptekeningen in kleur van Nell (getekend door Frits).
De publicist P.H. van Moerkerken, een vurig pleitbezorger van de nieuwe theaterstroming waar Frits Lensvelt en Nell Bronger deel van uitmaakten, schreef in 1915 een uitgebreid artikel in Elsevier's Maandschrift over onder andere Brongers werk:
[...]Het is haast overbodig nog de namen te noemen der beide tooneelgezelschappen, in wier midden sinds enkele jaren naar gecultiveerden smaak gearbeid wordt aan de kostumeering der opgevoerde stukken: de N.V. Het Tooneel waar Mevr. Nell Lensvelt-Bronger de leiding heeft van het kostuumatelier, en De Haghespelers, die door Mej. Cato Neeb in fraaie gewaden werden gestoken. Nu zag men Gijsbrecht, Oedipus, Hamlet, Romeo en Julia, en de zwierige dames en heeren van 17e, 18e en begin 19de eeuw niet meer in de zoetelijke operettekleeding eener onder suffe tradities ingedutte regie, maar in kleuren zooals de oude tijd ze aandurfde, krachtig maar nooit brutaal, liefelijk maar nooit flets, de harmonie zoekend in zuiverheid en in juiste verhoudingen, niet in laffe gebrokenheid van kleur en vrees voor klaarheid. Vooral de kostuums van Mevr. Lensvelt-Bronger hebben een grooten ommekeer gebracht in de aankleeding der dramatische vertooningen. De opvoering van de tooneelstukken die zij sinds eenige jaren voor den Heer Willem Royaards verzorgt [...] heeft aan haar nauwgezet en oorspronkelijk werk, volbracht met een smaak, waaraan elk slap modernisme vreemd is, voor een belangrijk deel de schoonheid en blijvende beteekenis in de ontwikkeling onzer tooneelkunst te danken. [...]

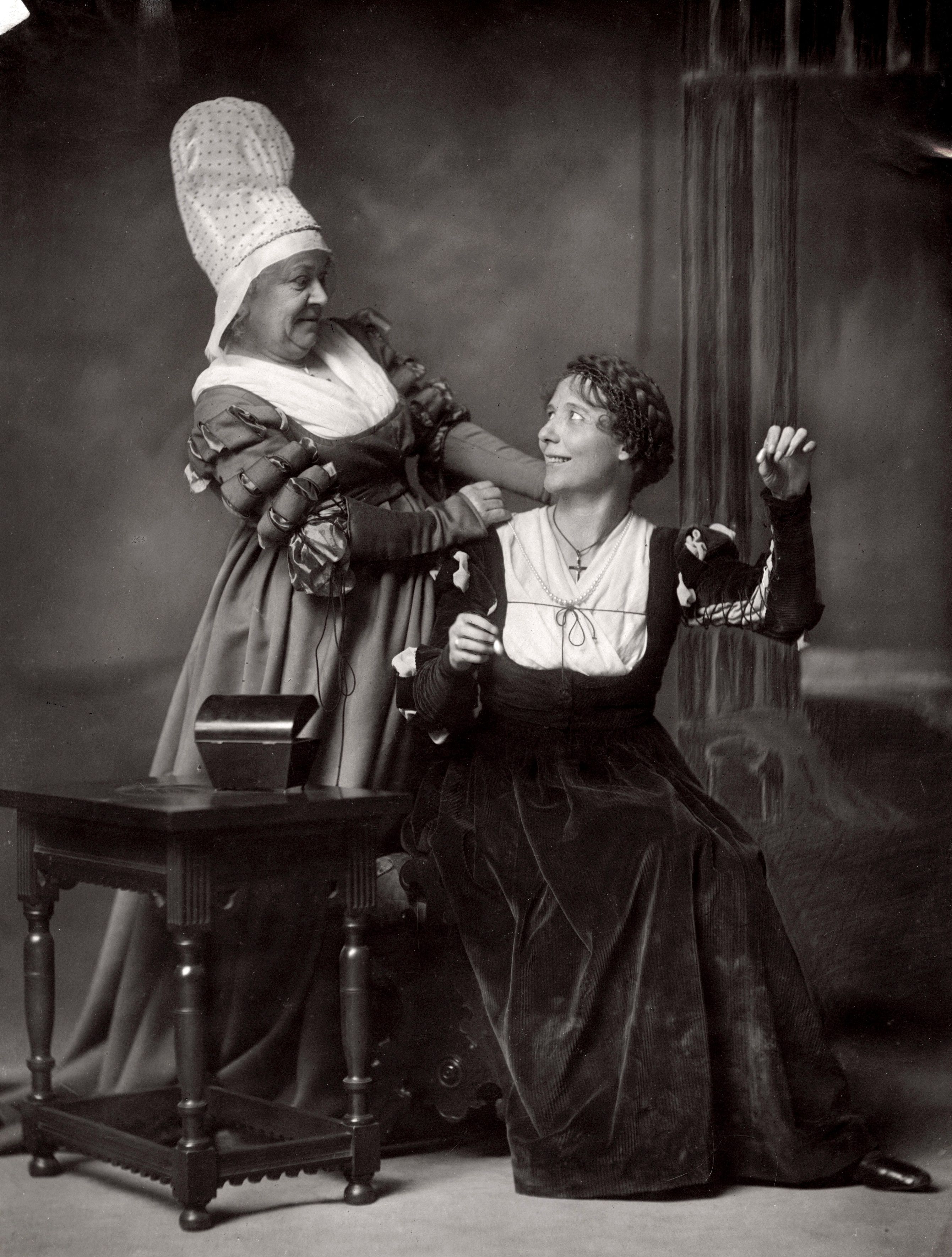
Goethe's Faust, 1918, Jacqueline Royaards - Sandberg als Margaretha en Johanna Cornelia Sophia Sablairolles (1861-1945) als Martha. Kostuums: Nell Bronger

Andere hoogtepunten uit die jaren waren Shakespeare's Driekoningenavond (1917) en Faust (Goethe) (1918). Faust was de laatste grote productie voordat het echtpaar het Dijkhuis bij Veere kocht wat op de langere termijn hun leven totaal zou veranderen. Nell schreef haar zuster in Nederlands-Indië:
[...] Je weet zeker wel van ma dat we Amsterdam uit waren en in Zeeland een ideaal buitenhuisje gekocht hebben. Frits was zoo overwerkt van al het gesjouw hier en kreeg zoo dik genoeg van al het tooneelwerk dat wij besloten een paar jaar er uit te trekken en eens tot rust te komen. Nu, je begrijpt dat Royaards daar in het geheel niet over te spreken was. Hij is ook moe en overwerkt en zonder Frits heeft hij niet veel lust verder te werken. We moesten ons huis op Watergraafsmeer uit, daar het verkocht was en togen in Mei met ons heele boeltje naar Zeeland. We hebben daar een leuke zomer gehad maar wel erg druk. [...]  Ons buiten hier is echt voor kinderen. Een flinke tuin, een moestuin en een eigen strandje. Een huis van 26 meter lang, alle kamers naast elkaar en geen trappen. Het is alleen erg bewerkelijk bij een stadshuis vergeleken. Deze zomer wordt de tuin aangelegd. Het was het vorige jaar te laat. We stellen ons een groot grasveld voor met veel rozen, heesters, enz.

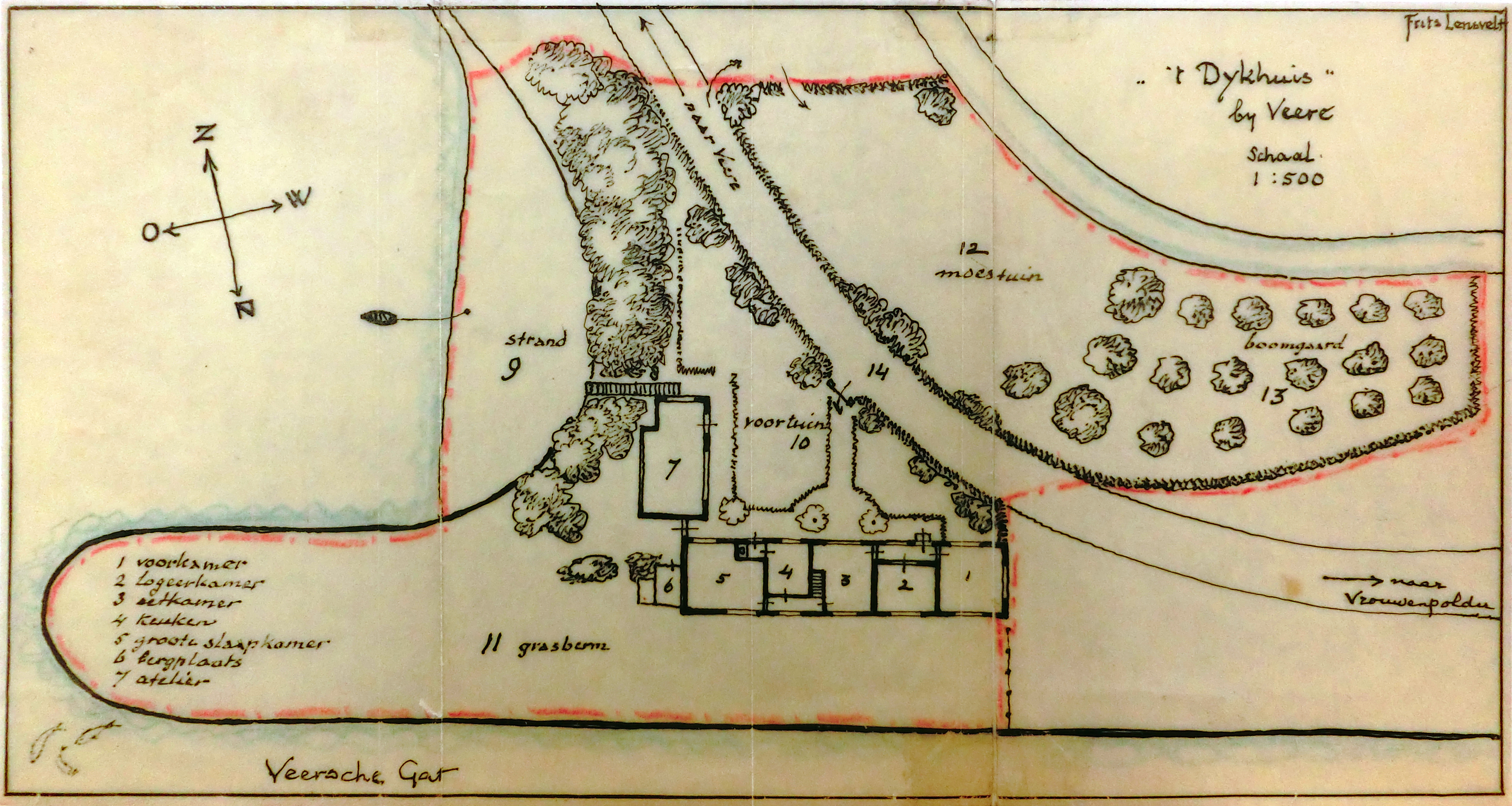
Plattegrond Dijkhuis, atelier nol, moestuin en strandje van Frits Lensvelt

Het was het begin van een moeilijke periode in hun leven. Lensvelt wilde al gauw niets liever dan al zijn tijd daar aan het Veerse Gat doorbrengen en het vluchtige theaterbestaan vaarwel zeggen. Bronger zag dat eigenlijk niet echt zitten. Ze was bovendien zeer gehecht aan het culturele leven in de hoofdstad en aan Royaards zelf. Deze laatste wilde het echtpaar absoluut niet kwijt. Drie jaar lang duurde de onzekerheid tot Lensvelt toch zijn zin doordreef. Het betekende in zekere zin het einde van Brongers zelfstandige carrière hoewel ze in Lensvelts werk een belangrijke stimulerende en adviserende rol behield.
Jaren later schreef Top Naeff over het vertrek van Lensvelt en Bronger":
[...] Het uitvallen van deze beide vertrouwden, van den aanvang af aan Het Tooneel verbonden en met Royaards’ werk samengegroeid, is een slag geweest ongetwijfeld te zwaar voor de op haar beproefde medewerkers steunende zaak. Zij lieten geen jongere, in het vak eenigermate ingewijde opvolgers na, en in geheel Nederland waren in deze vakken de ietwat ervaren krachten schaars te vinden. Merkwaardig was intusschen hoe deze drie menschen elkander aanvulden. Het leek wel of Lensvelt zijn stille, strakke achtergronden uitsluitend ontwierp met het oog op de levendige figuren door zijn vrouw geschapen, terwijl Royaards, zooals gezegd, een bijzonder talent had die figuren in het decor te plaatsen. Zoodat de uitkomst altijd vrij bleef van overlading en de aanblik dank zij Nell Bronger’s kordate ‘coupe’ en feilloozen kleurzin dikwijls briljant was. Het verbreken van den veeljarigen band met die twee naaste medewerkers beteekende onder de gegeven omstandigheden voor de K.V. niet minder dan een bedreiging van het groote repertoire.

### Veerse Jaren 1921-1933

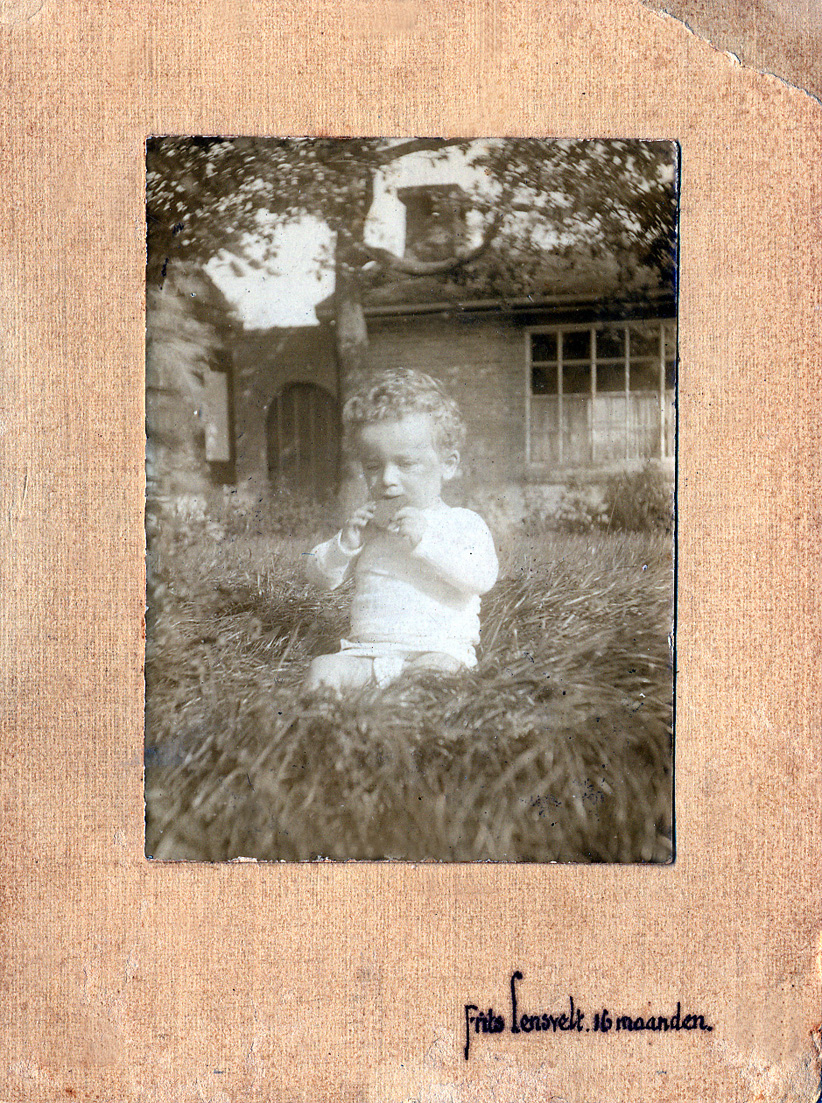
Frits Junior, in de tuin van het Dijkhuis zittend voor het atelier, september 1923, foto Frits Lensvelt

Vanaf nu woonde Nell Bronger op het Dijkhuis: geen stromend water of elektriciteit, 's winters kon het echt stormen rond het lang niet tochtvrije huis waar de golven soms letterlijk tegen de muren klotsten. Vaak, als Lensvelt op reis was voor zijn werk, was ze er alleen met haar twee kinderen. Twee want er was een baby bijgekomen; in 1922 werd Frits Junior geboren. In zijn jeugd werd hij Boed genoemd.
De jaren twintig gingen voorbij. Ze werkte mee aan het openluchtspel in Middelburg, nam deel aan de samenwerking met "Ex- en Interieur, hielp bij het verkrijgen van opdrachten, adviseerde haar man op velerlei gebied en zorgde voor een meer dan gezellig thuisfront. Zoals de Vlissingse ingenieur Henk van Tijen na haar dood in 1935 schreef:
Als wij aan haar terugdenken dan is het aan het Dijkhuis, dat typische milieu dat jullie daar geschapen had en waar we zoo dikwijls vroolijkheid en gezelligheid mochten vinden. Als we aan haar terugdenken, dan is het op de bank voor dat huis, onder de lindeboom – of bij de vlammende takkenbos in de schouw van het atelier. We hebben Nel dikwijls bewonderd, zooals ze met de daar beschikbare middelen wist te woekeren, er een sfeer wist te maken, die eigenlijk nergens anders te vinden was. En altijd, althans tegenover ons, die vroolijke opgewektheid.

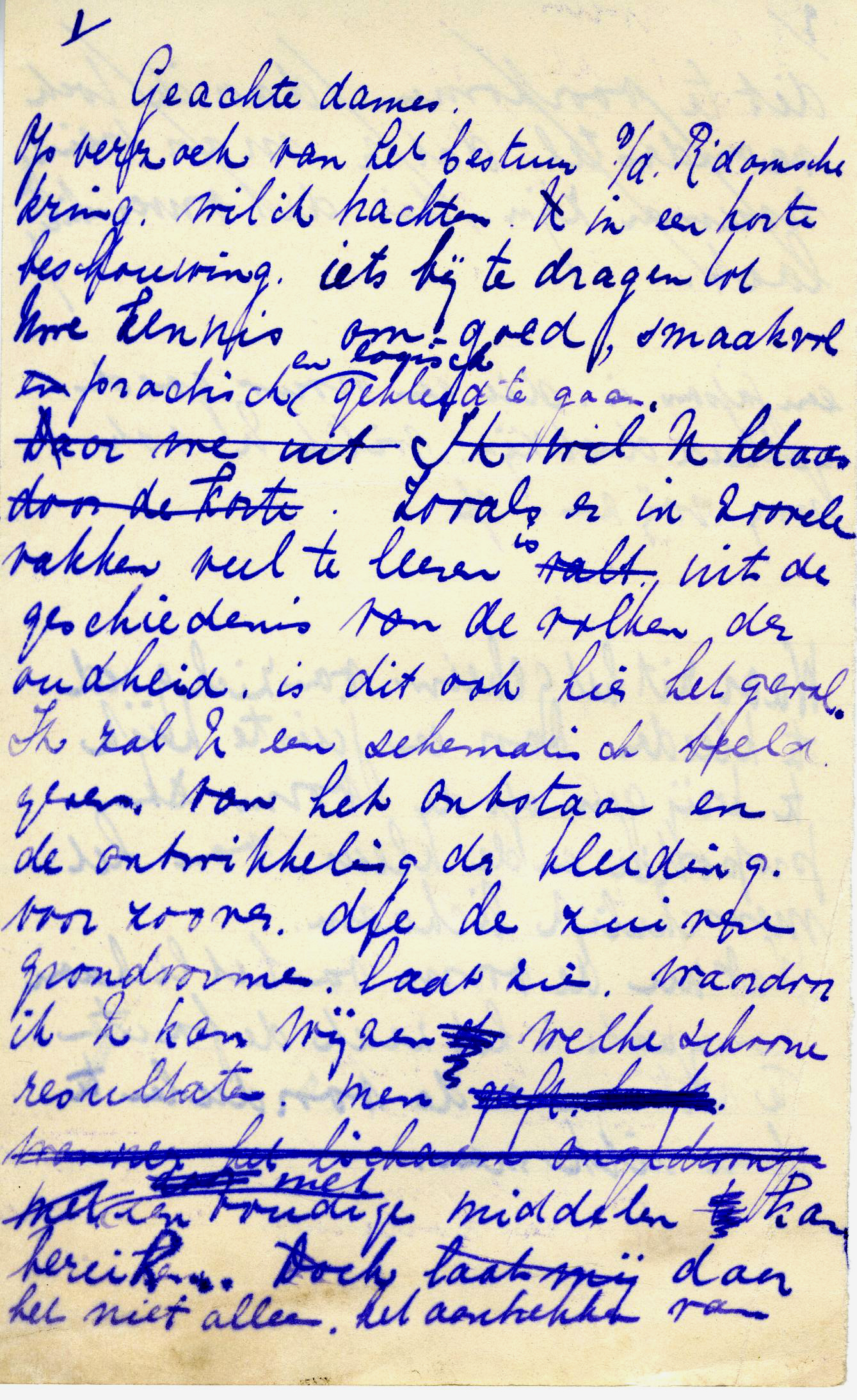
begintekst lezing Nell Bronger, ongedateerd

In de loop der jaren had Bronger een groot archief opgebouwd over mode- en kostuumgeschiedenis. Er zijn aanwijzingen dat ze aan een boek erover werkte en van haar hand is ook een uitgewerkte handleiding voor het mengen van kleuren om kleding te verven. Ze gaf ook lezingen; er is een (deel van een) kladversie bewaard gebleven van een lezing die ze hield voor dames van de Rotterdamse Kunstkring:
Geachte dames,
Op verzoek van het bestuur v/d R’damsche kring wil ik trachten in een korte beschouwing iets bij te dragen tot Uwe kennis om goed, smaakvol, practisch en logisch gekleed te gaan.
Zooals er in zoovele vakken veel te leeren is uit de geschiedenis van de volken der oudheid is dit ook hier het geval. Ik zal U een schematisch beeld geven van het ontstaan en de ontwikkeling der kleeding voor zoover die de zuivere grondvormen laat zien, waardoor ik U kan wijzen welke schoone resultaten men met eenvoudige middelen kan bereiken. Doch daar het niet alleen het aantrekken van een japon is die een vrouw goed gekleed doet zijn wilde ik U ook nog wijzen op:
Waar zit het geheim van zich goed te kleeden. Door een juiste kijk te krijgen op de vorm , proportie en de kleur van het menschelijk lichaam.
Wat nu de vorm van het lichaam aangaat is het zaak de fouten te verbergen en de voordeelen te doen uitkomen. [rest ontbreekt]
In 1930 (Royaards was inmiddels overleden) werden Nell en Frits gevraagd om voor de Koninklijke Vereeniging Het Nederlandsch Tooneel onder Louis Saalborn een stuk van decors en kostuums te voorzien. Frits wilde eigenlijk niet (hij had geen vertrouwen in de 'ambtenarij' van de Stadsschouwburg) maar liet zich toch overhalen. Eind dat jaar gingen ze daadwerkelijk aan de gang en betrokken een pension in Amsterdam. Maar helaas..., Frits werd ziek en het hele avontuur eindigde in ruzie. Wel werden in 1932 decor en kostuums van de Gijsbrecht van Aemstel (uit 1912) nog een laatste keer van stal gehaald en gebruikt. In dagblad het Vaderland verscheen een berichtje:
[...] De opvoering zal gegeven worden in de décors, die wijlen dr. W. Royaards omstreeks 25 jaar geleden door Frits Lensvelt liet vervaardigen. [...] Ook de costumes, welke door Nell Bronger voor de Gijsbrechtvoorstellingen van dr. Royaards zijn vervaardigd, werden door het Schouwtooneel aangekocht. De trouwe bezoekers van Gijsbrecht van Amstel zullen zich dus terug kunnen wanen in de jaren dat het tooneel onder leiding van dr. W. Royaards bloeide. Alleen… dr W. Royaards is niet meer. [...]
In de zomer van 1932 ondernam Bronger een reis naar Engeland, samen met Jo Zwartendijk. Ze begonnen in Londen waar hun oude Warenar vriend Paul Rijkens (toen 18-jarig organisator van de amateur voorstelling, nu met een directiefunctie op het Londense hoofdkantoor van Unilever) een hotel voor ze geboekt had. Daarna per trein naar Matlock in Derbyshire voor een paar dagen rust en wandelen. En daarna logeerden ze bij de familie Rijkens, eerst in hun chique Londense appartement en daarna op het prachtige buitenhuis Brockham Park House in Surrey. Ze schreef prachtige brieven naar huis.
Na haar terugkomst in Nederland was er wat veranderd. Ze wilde niet langer in Zeeland wonen maar terug naar Amsterdam en ze zorgde ervoor dat haar echtgenoot daar niet meer omheen kon.

### Terug in Amsterdam 1933-1935

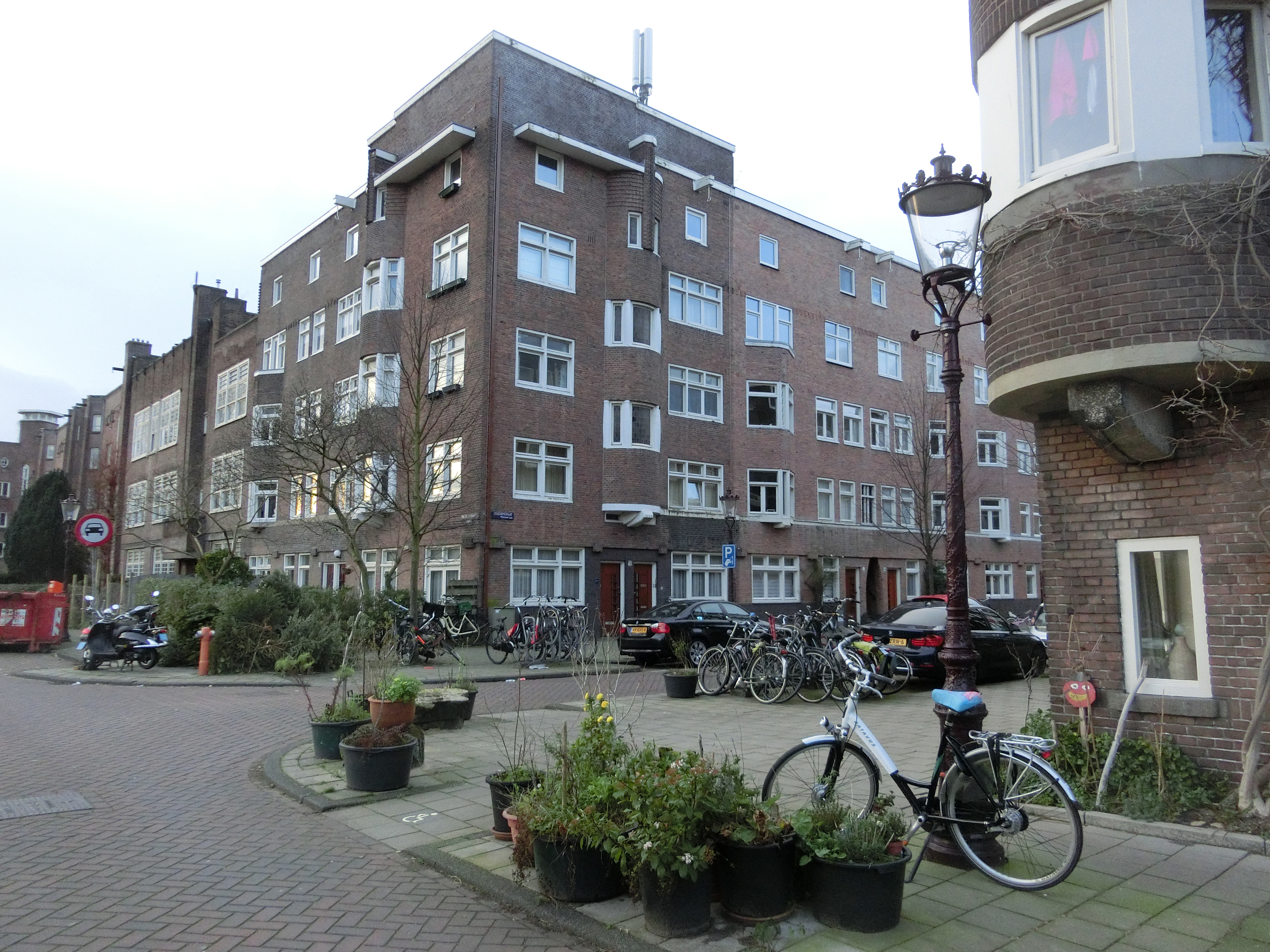
Okeghemstraat, hoek Pieter Lastmankade 2016

Na een half jaar zoeken verhuisden ze in de zomer van 1933 terug naar de stad en betrokken een verdieping aan de Okeghemstraat in Zuid. Dochter Puck zat voor haar eindexamen en bleef nog een jaar in Middelburg. Zoon Boed kon natuurlijk wel gelijk instromen op een Amsterdamse lagere school. Nell had haar eerste klus dan al weer achter de rug: eind 1932 organiseerde ze een kunstnijverheidstentoonstelling in de toonzalen van woninginrichtingszaak Ex- en Interieur. En met succes...
Ze fleurde op in de stad met oude toneel- en andere vrienden, met kunst, film, musea en voorstellingen... In het voorjaar ging ze in op een verzoek van Augustine Obreen, de moeder van regisseur 'Johan de Meester jr. om de kostuums te ontwerpen voor een productie van haar zoon. Ook Paul Huf (acteur) vroeg haar voor een productie

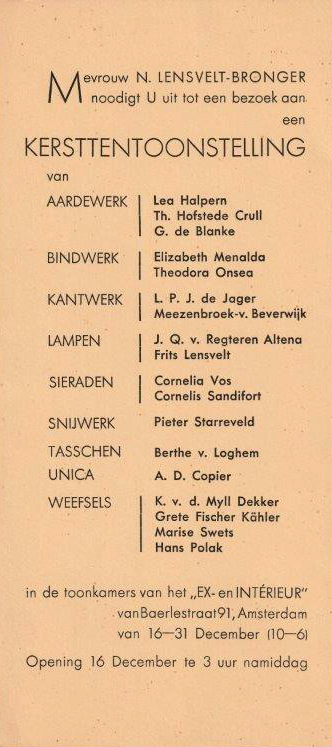
Uitnodiging kunstnijverheidsverkooptentoonstelling 1933, Ex- en Interieur, van Baerlestraat, Amsterdam

Eind 1933 organiseerde ze een tweede kunstnijverheidsverkooptentoonstelling. Positieve krantenberichten maar helaas niet genoeg verkoop.[...]
Voor een groep kunstnijveren, waarin we bekende namen als van Elisabeth Menalda, Lea Halpern, mevr. De Jager-Meezenbroek van Beverwijk, Cornelia Vos, Frits Lensvelt, Andries Copier tegenkomen, heeft een hunner, mevr. Lensvelt-Bronger, - die echter niet mede-exposeert, - in de toonkamers van het Ex- en Interieur, Van Baerlestraat 91, een genoegelijke tentoonstelling aangericht, waartoe de onder haar leiding smaakvol aangekleede ruimte zich bijzonder leent. Men krijgt er een groote verscheidenheid te zien van meer of minder kostbare zaken tot sieraad en gebruik [...]
Minder in het oog springend was Nells betrokkenheid bij de Amsterdamsche Weefinrichting, een der "nazorgwerkplaatsen van de Stichting Arbeidsinrichtingen voor geestelijk onvolwaardigen". Als lid van de Commissie van Bijstand hielp ze bij het opzetten van creatieve activiteiten. Maar over het algemeen was er niet genoeg werk voor een freelancer als zij; het was tenslotte een tijd van crisis en grote werkloosheid. Dat drukte zwaar op haar. Aan Puck schreef ze:
[...] Om 5 uur heb ik straks een bespreking in het muzieklyceum, een nieuw operagezelschap wat Julius Caesar van Händel (Giulio Cesare) gaat opvoeren en met de costumes, die ze zelf ter hand genomen hebben, in erge moeilijkheden zitten. – Ik ben in het muzieklyceum geweest, allergekst, dat opera gedoe. Het is weer het oude deuntje graag je hulp maar zoo goed als niets betalen. Ik denk dus wel niet dat er iets van komt. Bovendien ook niet leuk, het verknoeide werk van een ander op te vatten met krachten die je niet kent. [...]
1934 was een hectisch en moeilijk jaar. Er was maar weinig werk voor Bronger te vinden, financieel hadden ze het niet ruim en er was de spanning rond Pucks eindexamen. En Nell voelde zich vaak niet lekker, had hoofdpijnen en was veel moe.
In het najaar werd een grote tentoonstelling over '300 jaar stadsschouwburg' geopend. Nell en Frits waren ruim vertegenwoordigd met werk. Aan Puck schreef ze:
Vader gaat Zaterdag naar Zeeland om de maquette te halen van Driekoningenavond op kosten van de tentoonstellingscommissie. 8 Sept. wordt die geopend, ik bedoel de tentoonstelling, dus daar gaan we heen. ’s Avonds gala voorstelling. Mag je heen met Pa want die heeft z’n smoking en ik heb geen toilet.
In het Algemeen Handelsblad:
[...]De tentoonstelling in den jubileerenden Stadsschouwburg bevat materiaal te over om de verbeeldingskracht te prikkelen, om herinneringen uit een periode van veertig jaar op te roepen, en menigeen die daar verbleekte foto’s en vergeelde programma’s aantreft, zal terugdenken aan avonden van zeldzaam kunstgenot, zal zich de levende acteurs en actrices en scènes uit vervlogen tijden weer voor den geest brengen en zal een stuk van het verleden in het heden terugvinden. [...] De Royaards-periode is waardig vertegenwoordigd, o.a. met Lensvelt’s maquette voor “Driekoningenavond”, met Royaards fraaie schminkdoos, met teekeningen van Frits Lensvelt en Nell Bronger, met tal van foto’s affiches, programma’s. [...]

### Overlijden 5 januari 1935

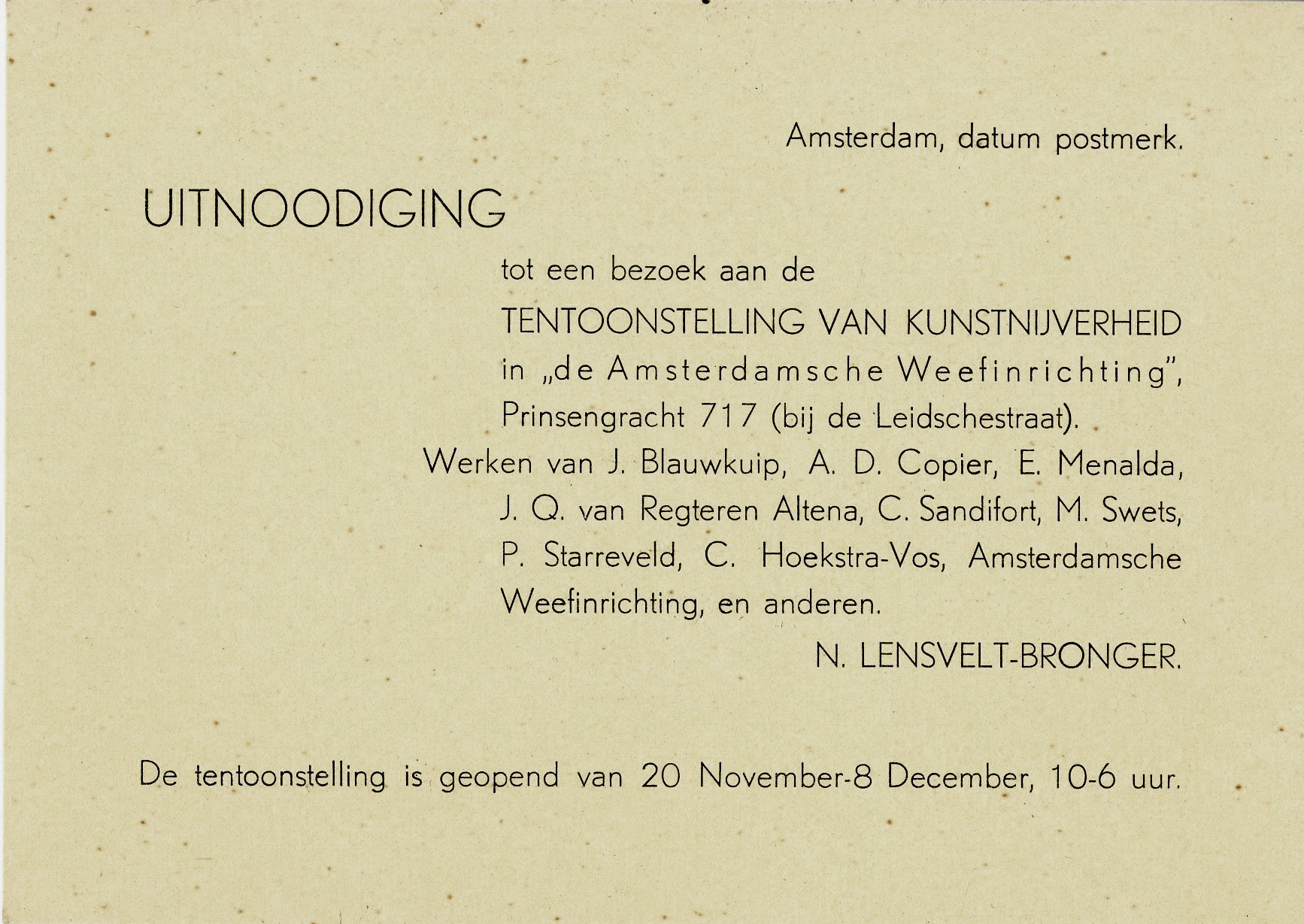
Uitnodiging kunstnijverheidsverkooptentoonstelling 1934, Amsterdamsche Weefinrichting

Eind 1934 organiseerde ze haar derde kunstnijverheidstentoonstelling. Dit keer rond Sinterklaas en in de Amsterdamsche Weefinrichting. Die hectische werkzaamheden bleken teveel voor de perfectionistische Bronger; op 5 december stortte Nell Bronger in. In de woorden van Frits Lensvelt die familie en vrienden op de hoogte brengt:
[...]Naar my voorkomt was Nell’s ziekte een gevolg van oververmoeidheid en de nerveuse spanning waaraan zy sinds enkele maanden leidt als gevolg van haar drukkende zorgen. Zy leed al zeer lang aan een slapeloosheid die haar de zoo noodige rust deed ontberen. Als gevolg verschoof zy de tyd van het naar bed gaan steeds verder opdat dan het oogenblik van ontwaken naar hare meening ook later zou geschieden. Het heeft echter geen ander gevolg gehad dat zy steeds minder rust genoot en nog moeielyker naar bed kon gaan. Sedert 17 November verzorgde zy dagelyks een tentoonstelling van Kunstnyverheid die zy in de Amsterdamsche Weefinrichting organiseerde. Op den morgen van St. Nikolaas voelde zy zich daar plotseling niet wel en werd met hevige pynen in het achterhoofd, de nek en een beklemming in de hartstreek per auto thuisgebracht. Een lange 14 dagen heeft zy met hevige pynen en vrywel geheel zonder slapen te bed gelegen, waarby de hoofdpyn zich langzaam verplaatste meer zydelings in het hoofd en zich daarna concentreerde in de heupgewrichten en de beenen. [...]
De dokters wisten niet wat er aan de hand was en konden alleen met pijnstillers helpen. Rond de kerst leek het even wat beter te gaan maar direct na nieuwjaar raakte ze in coma en op 5 januari stierf ze. Toen pas werd duidelijk dat ze een hersenbloeding had gehad.

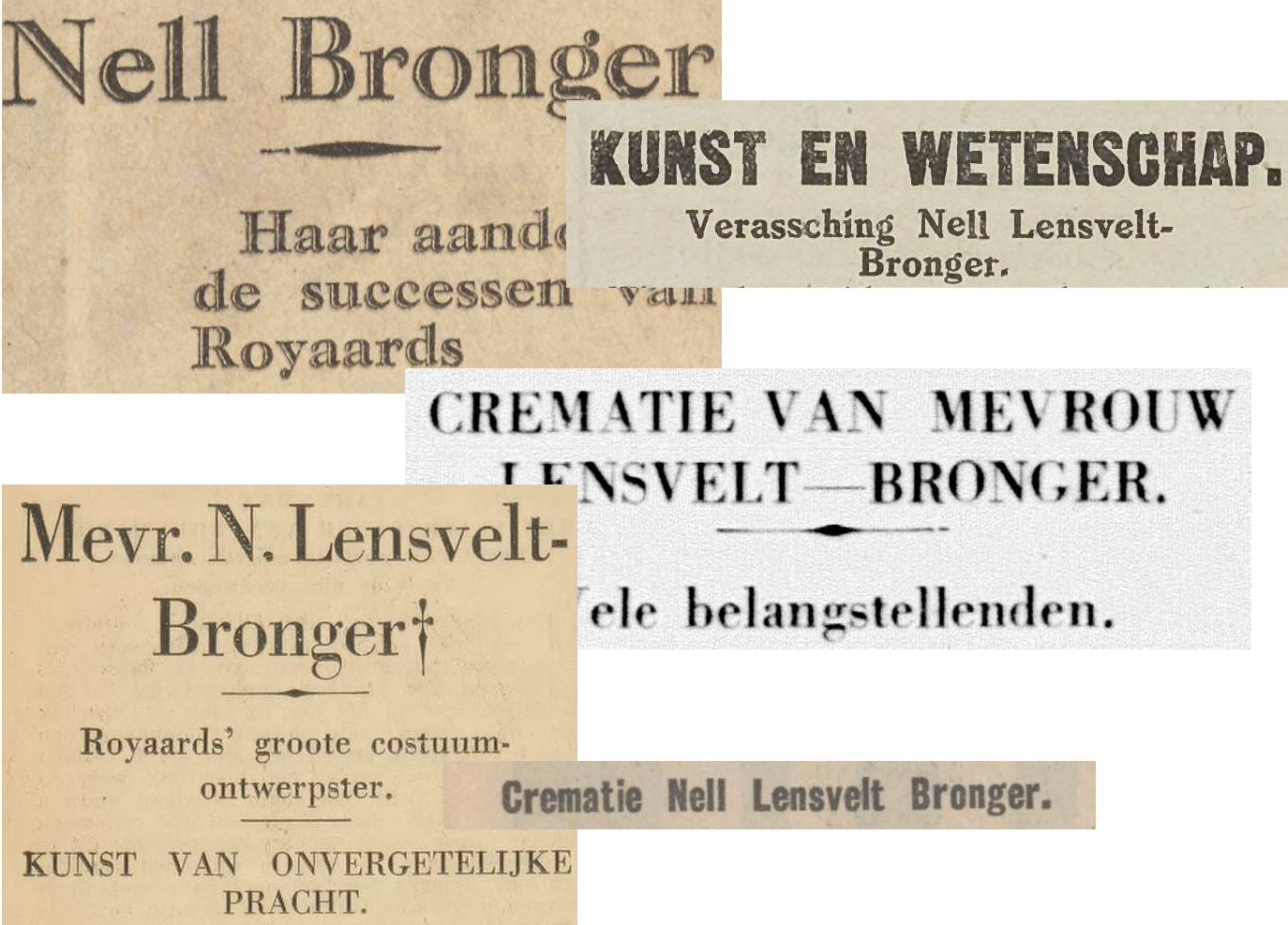
krantenkoppen januari 1935

Het geheel onverwachte en plotselinge overlijden veroorzaakte zowel in privé kring als ook daarbuiten een schokgolf. Velen betuigden hun medeleven en haar crematie op Westerveld (begraafplaats) in Driehuis werd druk bezocht. De landelijke dagbladen en veel tijdschriften besteedden er aandacht aan en wezen op het belang van haar werk voor de Nederlandse theater cultuur.
Ook Top Naeff en Jo Zwartendijk, Nells boezemvriendinnen, lieten zich niet onbetuigd; de eerste schreef over haar in de Groene Amsterdammer, de tweede deed dat Elsevier's Maandschrift:

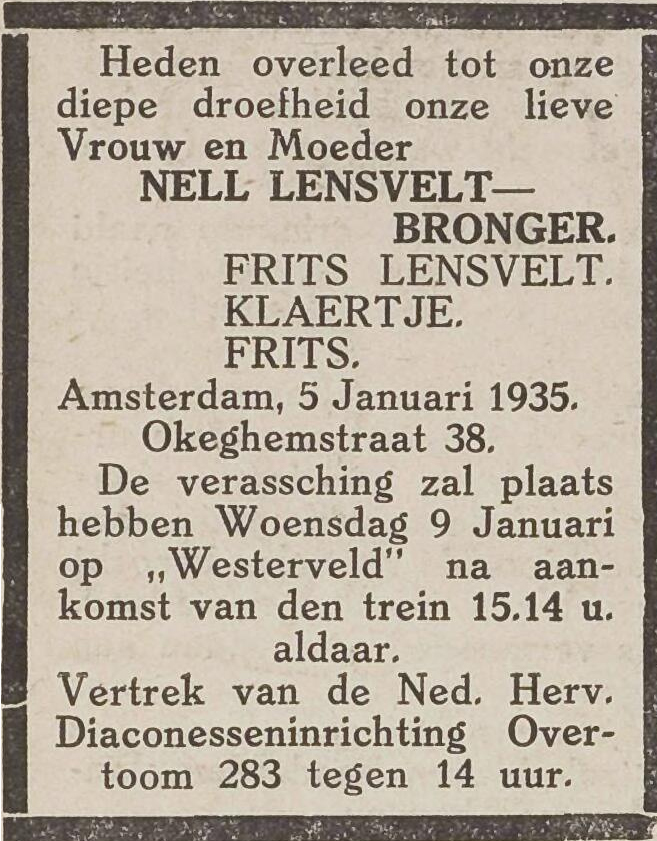
7 januari 1935, overlijdensadvertentie Nell Bronger

[...]Op de programma’s kon men lezen, dat de een de décors ontwierp en de andere de costuums verzorgde, maar wat Nell Bronger deed, was oneindig meer… Het is niet zoo gemakkelijk onder woorden te brengen, haar eigenlijke werk deed ze spelenderwijs, de bezieling, die van haar kordate kleine figuur uitging, hield maar juist verband met haar taak in engeren zin. Zij maakte, hartstochtelijk vervuld van de vertooning als geheel, daarvan ook nooit de minste ophef, al liep ze door regen en wind de stad plat om één schoengesp, die het nu eenmaal moest zijn, en al telde zij geen uren voor slaap of maaltijd, wanneer het er op aankwam een kostbaren lap te bemachtigen voor een iets billijker prijs dan men er in de groote zaken voor vroeg. [...]
In Nell Bronger’s fantasie stond het tooneelbeeld vast: haar geest werkte er aan voort, terwijl zij oogenschijnlijk – zij had tijd voor iedereen en alles – met wat anders bezig was, en haar kerngezonde, voorname smaak behoefde niet lang te wikken en te wegen, het kwam altijd ‘wel goed’. Zoo kon zij praten en breien, en wie dan geboeid luisterde naar haar levendig betoog, merkte achterna met verrassing, dat middelerwijl haar sierlijke, zoo wel bij het vak passende handen een koningskroon in elkaar hadden getooverd, of een armetierig tooneelspeelstertje herschapen in een teedere elf. Alsof zij inderdaad soms menschen en dingen met den tooverstaf beroerde. Zóó lag er een oud gordijn, en meteen wandelde daar een figuur naar Rembrandt’s palet. [...]
[...] Zij was z.g. lastig, zij hield van het ongewone, het model, dat een ander niet had, ook in de mode van den dag en afkeer had zij van de nivelleering, die confectie werd en waar dus de persoonlijke noot aan ontbrak. Evengoed in het dagelijksch leven, al heeft zij vele concessies moeten doen, toen de omstandigheden minder gunstig werden, zoodat zij en haar man zich in 1921 uit het tooneelleven terugtrokken naar het vredige huis bij Veere, waar zij met haar levendigen, soms ongedurigen aard de eenzaamheid niet altijd even gemakkelijk gedragen heeft. Hoe ontzettend jammer, dat zij niet meer de kans heeft gekregen haar krachten b.v. op een opera te beproeven! Thans is alles voorbij. Alles, behalve de herinnering aan een moedige en intelligente vrouw, feministe in de praktijk van het leven, zonder leuzen, zooals zij verbeeldingsrijke kunstenaresse geweest is, die al doende en zonder theoretisch schema, altijd het essentieele heeft weten te vinden.  [...]